# LessWrong

LessWrong, écrit également Less Wrong, est un blogue communautaire et un forum discutant entre autres de biais cognitifs, de philosophie, de psychologie, d'économie, de rationalité et d'intelligence artificielle,.

## Objectif
LessWrong promeut les changements de mode de vie devant conduire à plus de rationalité et à l'amélioration de soi. Les postes ont souvent pour objectif d'améliorer l'évaluation des preuves et d'éviter les biais cognitifs, par exemple grâce à l'utilisation du théorème de Bayes comme outil d'aide à la décision. L'accent est aussi mis sur les barrières psychologiques qui entravent une bonne prise de décision, notamment le conditionnement de la peur et les biais cognitifs étudiés par le psychologue Daniel Kahneman. LessWrong s'intéresse également au transhumanisme, aux menaces existentielles et à la singularité. 

## Historique
LessWrong a été développé à partir de Overcoming Bias, un blog consacré à la rationalité humaine, qui a débuté en novembre 2006 avec comme principaux contributeurs le théoricien de l’intelligence artificielle Eliezer Yudkowsky et l’économiste Robin Hanson. En février 2009, les publications de Yudkowsky ont été utilisées pour créer le blog communautaire LessWrong, et Overcoming Bias est devenu le blog personnel de Hanson. En 2013, une portion significative de la communauté rationaliste d'est tournée vers le blog Slate Star Codex de Scott Alexander.

### Intelligence artificielle
LessWrong héberge beaucoup de contenu sur l'intelligence artificielle (IA), notamment sur l'alignement, la sécurité de l'IA,, et la conscience artificielle. LessWrong et le mouvement qui l'entoure axé sur l'IA sont au cœur du livre de 2019 The AI Does Not Hate You (« L'IA ne vous déteste pas ») de Tom Chivers,,.

### Altruisme efficace
LessWrong a joué un rôle important dans le développement du mouvement de l'altruisme efficace, et les deux communautés sont étroitement liées. Lors d’un sondage réalisé en 2016 auprès des utilisateurs de LessWrong, 664 des 3 060 répondants, soit 21,7 %, s'identifiaient comme des altruistes efficaces. Un sondage distinct réalisé en 2014 auprès des altruistes efficaces a révélé que 31 % des répondants avaient entendu parler de l'altruisme efficace pour la première fois via LessWrong, bien que ce chiffre soit tombé à 8,2 % en 2020.

### Basilic de Roko
En juillet 2010, Roko, contributeur de LessWrong posta une expérience de pensée similaire au pari de Pascal, dans laquelle un futur système d'intelligence artificielle, par ailleurs bienveillant, torture des simulations de personnes qui n'ont pas œuvré pour le mettre en place. Elle est connue sous le nom de « basilic de Roko », car le seul fait d'entendre parler de cette idée inciterait davantage l'hypothétique intelligence artificielle à recourir à ce chantage,. 

### Mouvement néo-réactionnaire
Lorsque LessWrong s'est séparé de Overcoming Bias, le site a attiré certains néo-réactionnaires,, avec des discussions autour de l'eugénisme et de la psychologie évolutionniste. Yudkowsky a cependant fortement rejeté l'idéologie néo-réactionnaire,, et un sondage effectué en 2016 a rapporté que moins de 1% des utilisateurs s'identifiaient comme néo-réactionnaires. 

### Contributeurs notables
LessWrong a été associé à plusieurs contributeurs influents. Le fondateur Eliezer Yudkowsky a créé la plateforme pour promouvoir la rationalité et sensibiliser aux risques potentiels liés à l'IA. Scott Alexander est devenu l'un des auteurs les plus populaires du site avant de lancer son propre blog, Slate Star Codex, où il a contribué à des discussions sur la sécurité de l'IA et la rationalité.
Parmi les autres utilisateurs notables de LessWrong figurent Paul Christiano, Wei Dai et Zvi Mowshowitz. Une sélection de publications de ces contributeurs et d'autres, choisies à travers un processus d'examen communautaire, ont été publiées dans les recueils A Map That Reflects the Territory et The Engines of Cognition,,.